# 国際純粋・応用物理学連合
国際純粋・応用物理学連合（、英称：International Union of Pure and Applied Physics）とは、物理学の発展および同分野での国際協力を目的とする各国の物理学会や学術アカデミーによる連合組織であり、国際科学会議（ICSU）を構成する非政府組織（NGO）の一つである。英語略称はIUPAP（アイユーパップ; [ˈaɪjuːpæp, ˈjuː-]）、仏語略称はUIPPA。

## 概要
1922年にベルギーのブリュッセルで設立総会が行われ、その他アメリカ、イギリス、カナダ、南アフリカ連邦、フランス、オランダ、ノルウェー、デンマーク、ポーランド、スペイン、スイス、大日本帝国の13か国の物理学会による協定で設立された。このとき、ヘンリー・ブラッグ、マルセル・ブリュアン、ロバート・ミリカンや長岡半太郎等、錚々たる顔ぶれが設立発起人となっている。翌1923年には最初の総会がパリで開催された。現在は、59の国・地域の組織が加盟している。
現在は、若手物理学者を表彰し激励するために、さまざまなメダルや賞を授与している。

## 組織
IUPAPの組織は、3年ごとに開催される最高意思決定機関である総会（General Assembly）と理事会（Executive Council）および18の分野ごとの委員会（Commission）によって運営されている。各国物理学関係学会に与えられた投票権は、平等である。事務局は現在は米国東部のメリーランド州に所在し、総会での議決に基づき、さまざまな事務処理などを行っている。

## 顕彰
- フリッツ・ロンドン記念賞
- ボルツマン賞

## 会長
- 初代：ヘンリー・ブラッグ（1922–1931年）
- 第2代：ロバート・ミリカン（1931–1934年）
- 第3代：マンネ・シーグバーン（1934–1947年）
- 第4代：ヘンリク・アンソニー・クラマース（1947–1951年）
- 第5代：ネヴィル・モット（1951–1957年）
- 第6代：エドアルド・アマルディ（1957–1960年）
- 第7代：ホーミ・J・バーバー（1960–1963年）
- 第8代：ルイ・ネール（1963–1966年）
- 第9代：Dmitry Blokhintsev（1966–1969年）
- 第10代：ロバート・バッチャー（1969–1972年）
- 第11代：Heinz Maier-Leibnitz（1972–1975年）
- 第12代：Clifford Charles Butler（1975–1978年）
- 第13代：Leonard Sosnowski（1978–1981年）
- 第14代：カイ・シーグバーン（1981–1984年）
- 第15代：David Allan Bromley（1984–1987年）
- 第16代：Larkin Kerwin（1987–1990年）
- 第17代：Yuri Osipyan（1990–1993年）
- 第18代：山口嘉夫（1993–1996年）
- 第19代：Jan S. Nilsson（1996–1999年）
- 第20代：バートン・リヒター（1999–2002年）
- 第21代：Yves Petroff（2002–2005年）
- 第22代：Alan Astbury（2005–2008年）
- 第23代：潮田資勝（2008–2011年）
- 第24代：Cecilia Jarlskog（2011–2014年）
- 第25代：Bruce McKellar（2014–2017年）
- 第26代：Kennedy J. Reed（2017–2020年）
- 第27代：Michel Spiro（2020–2024年）
- 第28代：Silvina Ponce Dawson（2025-2027年）